# The Mysteries of Laura (seizoen 1)
Dit artikel vat het eerste seizoen van The Mysteries of Laura samen. Dit seizoen liep van 17 september 2014 tot 20 mei 2015 en bevatte tweeëntwintig afleveringen.

## Rolverdeling

### Hoofdrollen
- Debra Messing - rechercheur Laura Diamond
- Josh Lucas - hoofdrechercheur Jake Broderick
- Laz Alonso - rechercheur Billy Soto
- Janina Gavankar - rechercheur Meredith Bose
- Meg Steedle - rechercheur Francesca "Frankie" Pulaski
- Max Jenkins - kantoormedewerker Max Carnegie

### Terugkerende rollen
- Robert Klein - Leo Diamond
- Charles Reina en Vincent Reina - Nicholas en Harrison Broderick
- Alysia Joy Powell - kinderjuffrouw Alicia
- Marc Webster - Reynaldo West
- Neal Bledsoe - Tony Abbott

## Afleveringen
| Nr. | Aflevering | Titel                                     | Regisseur         | Schrijver(s)                      | Selectie gastrollen | Uitzenddatum      |  |
| --- | ---------- | ----------------------------------------- | ----------------- | --------------------------------- | --- | ----------------- |  |
| 1 | 1          | Pilot                                     | McG               | Jeff Rake                         | Enrico Colantoni - Dan Hauser Patrick Breen - Erik Walden Jenny Powers - Deedee Walden Scott Decker - Brad Walden Miriam Shor - Eleanor Caldecott               | 17 september 2014 |  |
| Laura moet haar werk als rechercheur moordzaken combineren met haar moederschap van haar tweeling. Zij probeert haar ex-man Jake te overtuigen om de scheidingspapieren te tekenen. Voor haar werk moet zij naar een IT-zakenman voor onderzoek, nadat hij doodsbedreigingen heeft ontvangen. |            |                                           |                   |                                   | |                   |  |
| 2 | 2          | The Mystery of the Dead Date              | McG               | Jeff Rake                         | Kahyun Kim - Sammi Bhavesh Patel - Kevin Lorenzo Pisoni - Michael Devlin Burke Moses - Peter Chase Kaili Vernoff - Jenny                                        | 24 september 2014 |  |
| Nadat een online date eindigt in een moord gaat Laura undercover door een datingprofiel aan te maken. Zij fungeert nu als lokaas voor de moordenaar en wordt angstvallig in de gaten gehouden door haar partner Billy. Ondertussen tekent haar ex-man Jake eindelijk de scheidingspapieren. Laura beseft dat zij nu weer een vrijgezelle vrouw is en dat zij met andere mannen kan uitgaan. |            |                                           |                   |                                   | |                   |  |
| 3 | 3          | The Mystery of the Biker Bar              | Millicent Shelton | Amanda Green Blair Singer         | Polly Draper - Ruby Desmin Borges - Eddie Fainlen Kahyun Kim - Sammi Steve Routman - Cyrus Speeler                                                              | 1 oktober 2014    |  |
| Wanneer een oude vriend van Laura en Jake vermoord wordt gevonden gaan zij op onderzoek uit. Het onderzoek leidt hen naar de plaats waar zij hun eerste afspraakje hadden, dit brengt mooie herinneringen boven. Ondertussen heeft Laura een kinderjuffrouw gevonden voor haar tweeling. Deze heeft wel een strafblad en Laura draagt Max op om dit te onderzoeken. |            |                                           |                   |                                   | |                   |  |
| 4 | 4          | The Mystery of the Sex Scandal            | Bronwen Hughes    | Margaret Easley Laura Putney      | Wallace Shawn - Kenneth Walters Dan Butler - Calvin Gold Matt Walton - verslaggever Store Dillan Arrick - Caitlin Coyne Jason Alan Carvell - Mike Jameson       | 8 oktober 2014    |  |
| Wanneer een de verkiezingscampagne van een invloedrijk congreslid wordt bedreigd door een seksschandaal worden Laura en haar team op onderzoek uitgestuurd. Als dit fout dreigt af te lopen leidt het onderzoek hen naar een online spelwereld om zo een invloedrijke moordenaar op te sporen. |            |                                           |                   |                                   | |                   |  |
| 5 | 5          | The Mystery of the Terminal Tenant        | Vince Misiano     | Jeff Rake Amanda Green            | Courtney Henggeler - Nora Adam Shapiro - Cody Roberts Sondra James - Lillian Greenberg Johnny Hopkins - Spike                                                   | 15 oktober 2014   |  |
| Wanneer de overblijfsels van een lichaam worden gevonden in een badkuip, gaan Laura en haar team ervan uit dat het lichaam behoort aan de bewoner van het huis. Laura wordt echter verrast als de bewoner van het huis ineens levend en wel voor haar neus staat. Nu moet zij zien uit te vinden wie het slachtoffer en de dader is. Ondertussen proberen Laura en Jake een oplossing te vinden hoe zij hun tweeling op gaan voeden nu zij gescheiden zijn. |            |                                           |                   |                                   | |                   |  |
| 6 | 6          | The Mystery of the Red Runway             | Michael Lange     | Jeffrey Lippman Rick Marin        | Gilles Marini - Tom Burke Nicole Ansari-Cox - Gabriella Luca Rona Figueroa - Alison Torres Wakeema Hollis - Natalie Marquez                                     | 22 oktober 2014   |  |
| Wanneer een stagiaire van een luxe kledingontwerper wordt vermoord gaan Laura en haar team op onderzoek uit. Zij komen nu in de wereld van de New York Modeweek om daar op zoek te gaan naar de moordenaar. Laura en Billy krijgen nu te maken met talloze verdachten, waaronder topmodellen en mensen die lager op de modeladder staan. Ondertussen krijgt Max te maken met een werkevaluatie door Jake. Max maakt zich nu zorgen over zijn toekomst op het politiebureau. |            |                                           |                   |                                   | |                   |  |
| 7 | 7          | The Mystery of the Art Ace                | Jace Alexander    | Rick Marin Jeffery Lippman        | Ned Eisenberg - Julius Sarkissian Peter Francis James - Titus Bosch Parisa Fitz-Henley - Bridget Flowers Quincy Chad - TJ Cantrell                              | 29 oktober 2014   |  |
| Wanneer de zoon van een galerie-eigenaar vermoord wordt gevonden gaat Laura met haar team op onderzoek uit. Tijdens het onderzoek raken zij verzeild in een karaokewereld waar zij op een illegale gokhal stuiten. Om de moordenaar te vinden moet Laura zich opmaken om mee te doen in een pokerspel waar veel geld in omgaat. Om het pokeren onder de knie te krijgen roept Laura de hulp in van haar vervreemde vader. |            |                                           |                   |                                   | |                   |  |
| 8 | 8          | The Mystery of the Mobile Murder          | Michael Schultz   | Bill Chais Diarra Kilpatrick      | Brenda Strong - Margot Preston Kira Sternbach - Heidi Feld Geneva Carr - Danielle Bailey Mickey Solis - Ethan Bernard                                           | 5 november 2014   |  |
| Wanneer een vrouw vermoord wordt gevonden in een feestbus gaan Laura en haar team op onderzoek uit. Zij raken nu verzeild in een schoonheidswedstrijd, en moeten de waarheid zien te ontrafelen om zo de moordenaar te vinden. Ondertussen maken de rechercheurs zich op voor de jaarlijkse modderwedstrijd tegen een ander politiebureau. Tijdens de wedstrijd ontstaan er mooie vriendschappen tussen de rechercheurs. |            |                                           |                   |                                   | |                   |  |
| 9 | 9          | The Mystery of the Dysfunctional Dynasty  | Michael Fields    | Bill Chais Beth Armogida          | Peter Jacobson - Russell Colin Donnell - Daniel Mikorski Pej Vahdat - Kasib Al Wazir Jacqueline Antaramian - Sahar Al Wazir John Rothman - pastoor Bob          | 19 november 2014  |  |
| Wanneer een echtpaar vermoord wordt gevonden in hun appartement gaat Laura met haar team op onderzoek uit. Zij moeten nu onderzoeken of de moord een religieuze achtergrond heeft. Ondertussen hebben Laura en Jake grote moeite om een geschikte kinderjuffrouw te vinden voor hun tweeling. |            |                                           |                   |                                   | |                   |  |
| 10 | 10         | The Mystery of the Fertility Fatality     | Mike Listo        | Margaret Easley Laura Putney      | Kerry Butler - moeder van Zoey Brenda Pressley - mrs. Foster Florencia Lozano - dr. Lens Michael Masini - Wes Davis David Starzyk - Jason Harvell               | 10 december 2014  |  |
| Wanneer een vruchtbaarheidsdokter wordt vermist wordt de hulp van Laura en haar team ingeroepen. Dit valt nog niet mee nu het team net met een uitstapje bezig is naar het paardenrennen. Tijdens het onderzoek horen zij van de doktersvrouw dat zij voor het leven van haar man vreest. Ondertussen heeft Laura ook haar handen vol aan haar tweeling, nadat zij beschuldigd zijn van het intimideren van andere kinderen tijdens taekwondolessen. Dit zet kwaad bloed bij de andere ouders, die verhaal komen halen bij Laura. |            |                                           |                   |                                   | |                   |  |
| 11 | 11         | The Mystery of the Frozen Foodie          | Cherie Nowlan     | Jeffrey Lippman Beth Armogida     | Bronson Pinchot - J.T. Thompson Tina Benko - Judith Hansen Bryan Terrell Clark - Trent Hawthorne Rocco DiSpirito - zichzelf Sheila Tapia - Carmen               | 7 januari 2015    |  |
| Wanneer een bevroren lichaam wordt gevonden in een vuilcontainer gaat Laura met haar team op onderzoek uit. Zij ontdekken dat het slachtoffer werkzaam was als souschef in een hooggeplaatst restaurant in Manhattan, en zetten daar het onderzoek voort. Het onderzoek wordt al snel ingewikkeld als Laura gevoelens krijgt voor een verdachte. |            |                                           |                   |                                   | |                   |  |
| 12 | 12         | The Mystery of the Fateful Fire           | Randy Zisk        | Amanda Green Diarra Kilpatrick    | Anastasia Griffith - Angela Ryan Dana Eskelson - Gloria Leighton Kaipo Schwab - Gil Carter Tommy Buck - Cliff Gaskin                                            | 14 januari 2015   |  |
| Wanneer een tiener de dood vindt in een brand, door brandstichting, gaan Laura en haar team op onderzoek uit. Tijdens het onderzoek ontmoet Laura een ex-geliefde van Jake. Dit brengt een lichte jaloezie bij haar boven. Ondertussen heeft Laura ook haar handen vol wanneer zij gaat helpen in een feest op de school van haar tweeling. Zij ontdekt dat zij haar werk als rechercheur moeilijk kan losmaken tijdens haar aanwezigheid op de school. |            |                                           |                   |                                   | |                   |  |
| 13 | 13         | The Mystery of the Deemed Dealer          | Bethany Rooney    | Jeff Rake Blair Singer            | Anna Baryshnikov - Tracy Dunn Juan Carlos Hernández - Victor Santos Bronson Picket - Alejandro Padilla Vanessa Kai - Marcia Collinsworth                        | 4 februari 2015   |  |
| Wanneer een steratlete dood wordt gevonden gaat Laura met haar team op onderzoek uit. Het onderzoek leidt hen naar de donkere zijde van een elitaire privéschool in New York. Laura en Jake gaan voor het onderzoek undercover op deze school, dan springen de vonken tussen hen weer over. |            |                                           |                   |                                   | |                   |  |
| 14 | 14         | The Mystery of the Popped Pugilist        | Norman Buckley    | Bill Chais Rick Marin             | Kelly Rutherford - Lisa Hanlon Michelle Hurd - Donna McKinney Luke Robertson - Eric Lombard Jimmy Palumbo - Sam Marks                                           | 11 februari 2015  |  |
| Wanneer een dragqueen wordt vermoord gaan Laura en haar team op onderzoek uit. Het onderzoek leidt hen naar de wereld van de travestie. Al snel wordt het gecompliceerd als blijkt dat het slachtoffer lid was van een ondergrondse vechtclub. Ondertussen ontmoet Laura een oude vriend wat haar een wilde nacht oplevert, en zij wordt verrast met een ontmoeting met Tony. |            |                                           |                   |                                   | |                   |  |
| 15 | 15         | The Mystery of the Alluring Au Pair       | Cherie Nowlan     | Laura Putney Margaret Easley      | Rey Lucas - Marco Da Silva Erin Dilly - mrs. Wexler Paulina Porizkova - Charlotte Bernice Monique Barbee - Chrystal Cox                                         | 18 februari 2015  |  |
| Wanneer een au pair wordt vermoord gaat Laura met haar team op onderzoek uit. Het onderzoek leidt hen in een jacht op de moordenaar die zich ophoudt in de escortwereld. Ondertussen krijgt het politiebureau bezoek van rechercheur Frankie Pulaski. Zij is belast met het onderzoek naar de vermeende en ontoelaatbare relatie tussen Laura en Jake. |            |                                           |                   |                                   | |                   |  |
| 16 | 16         | The Mystery of the Exsanguinated Ex       | Randy Zisk        | Amanda Green Jason Ning           | Eric McCormack - dr. Andrew Devlin Aimee Mullins - Connie Baker Hari Dhillon - Swami Sanjay Sarah Babb - Emma Baker                                             | 25 februari 2015  |  |
| Wanneer een vrouw vermoord wordt gevonden gaan Laura en haar team op onderzoek uit. De belangrijkste verdachte is haar ex-man die haar een hoge alimentatie betaalde. Tevens is de verdachte een ex-vriend van Laura wat het onderzoek belemmert. De verdachte is nu verlost van het betalen van de alimentatie, hetgeen hem een goed motief geeft. Jake wil dat hij gearresteerd wordt voor de moord, Laura wil echter zeker zijn van zijn schuld. Jake is bang dat Laura niet objectief kan zijn in deze zaak vanwege haar verleden met de verdachte. Samen duiken zij nu in het verleden van het slachtoffer, en ontdekken dat er meer mensen waren die haar dood wensten. |            |                                           |                   |                                   | |                   |  |
| 17 | 17         | The Mystery of the Intoxicated Intern     | Vince Misiano     | Jeffrey Lippman Diarra Kilpatrick | Joy Osmanski - Linda Singer Mara Davi - Michelle Kelly Brittany Furlan - Brittany Furlan Sam Haft - Harry Rice                                                  | 25 maart 2015     |  |
| Wanneer een stagiair in een opkomend bedrijf wordt vermoord gaat Laura met haar team op onderzoek uit. Ondertussen probeert Laura uit alle macht tijd vrij te maken voor haar nieuwe liefde Tony. |            |                                           |                   |                                   | |                   |  |
| 18 | 18         | The Mystery of the Sunken Sailor          | Michael Schultz   | Rick Marin Beth Armogida          | Amy Hargreaves - Nancy Santamaria Michael Genet - kapitein Meeks Erik Heger - Roan Wilbur Joe Caliguire - Duane Hartstuff                                       | 1 april 2015      |  |
| Wanneer een matroos wordt vermoord gaan Laura en haar team op onderzoek uit. Billy moet tijdens het onderzoek noodgedwongen samenwerken met een koppige onderzoekster van de marine. Ondertussen probeert Laura te voorkomen dat haar verjaardag opgemerkt wordt. |            |                                           |                   |                                   | |                   |  |
| 19 | 19         | The Mystery of the Dodgy Draft            | Vince Misiano     | Bill Chais Blair Singer           | Emily Rutherfurd - Dawn Grant Ty Jones - Phil Hooks Danny Johnson - Michael Forster Kenny Smith - zichzelf                                                      | 22 april 2015     |  |
| Wanneer een leraar-assistent wordt vermoord gaan Laura en haar team op onderzoek uit. Ondertussen krijgt Laura te maken met een persoonlijke crisis. |            |                                           |                   |                                   | |                   |  |
| 20 | 20         | The Mystery of the Crooked Clubber        | Tricia Brock      | Amanda Green Jacob Copithorne     | Janel Parrish - Jillian Havemeyer Aaron Yoo - Chris Lee Frankie Muniz - Frankie Muniz John Palladino - Brian Hill John Clarence Stewart - Clint                 | 6 mei 2015        |  |
| Wanneer een moord een connectie blijkt te hebben met een aantal overvallen op juweliers gaat Laura met haar team op jacht naar deze daders. Zij denken dat als zij de overvallers te pakken kunnen krijgen ze ook de moordenaar hebben. Ondertussen breekt Jake het protocol van gescheiden ouders. Dit zorgt ervoor dat Laura zich genoodzaakt voelt om te kijken hoe serieus haar relatie met Tony is. |            |                                           |                   |                                   | |                   |  |
| 21 | 21         | The Mystery of the Deceased Documentarian | Mel Damski        | Laura Putney Margaret Easley      | Christian Campbell - Danvers Jordan Dean - Ethan Skinner Steve Guttenberg - zichzelf Ryan Serhant - regisseur Tribeca Film Festival Melissa Joan Hart - KC Moss | 13 mei 2015       |  |
| Wanneer een filmmaker wordt vermoord gaat Laura met haar team op onderzoek uit. Al snel ontmoeten zij een onervaren privédetective die hun onderzoek in gevaar kan brengen. Ondertussen probeert Jake na het werk in een winkel een overvaller te overmeesteren. Dit mislukt, en hij wordt neergeschoten. |            |                                           |                   |                                   | |                   |  |
| 22 | 22         | The Mystery of the Corner Store Crossfire | Bethany Rooney    | Jeff Rake                         | Orlagh Cassidy - Pamela Baker Remy Auberjonois - dr. Evanston Mia Katigbak - mrs. Kwon Mia Vallet - Faren                                                       | 20 mei 2015       |  |
| Jake wordt snel in kritieke toestand naar het ziekenhuis gebracht waar hij vecht voor zijn leven. Laura probeert, ondanks haar angst voor het leven van Jake, samen met het team te achterhalen wie haar ex-man heeft neergeschoten. Laura is opgelucht als blijkt dat Jake het zal overleven. Terwijl Jake bijkomt uit zijn narcose is hij zeer openhartig en romantisch naar Laura. Laura twijfelt nu over de scheiding en denkt erover om terug te gaan naar Jake. Haar teleurstelling is groot als blijkt dat Jake later niets meer kan herinneren over zijn openhartigheid naar haar.                                                                                    |            |                                           |                   |                                   | |                   |  |